# 플러터
플러터(Flutter)는 구글이 출시한 오픈 소스 크로스 플랫폼 GUI 애플리케이션 프레임워크이다. 안드로이드, iOS, 윈도우즈, 리눅스 및 웹용 애플리케이션과 구글 퓨시아용 앱의 주된 소스코드로 사용된다.

## 역사
플러터의 최초 버전의 코드명은 "Sky"(스카이)이며 안드로이드 운영 체제에서 실행되었다. 2015년 다트 개발자 서밋에서 공개되었으며 120 프레임/초로 꾸준히 렌더링이 가능하도록 의도되었다고 언급되었다. 상하이의 구글 개발자의 날 키노트 중에 구글은 플러터 1.0 전의 마지막 대형 릴리스인 플러터 릴리스 프리뷰 2를 발표하였다. 2018년 12월 4일, 플러터 1.0이 플러터 라이브 이벤트에서 공개되었으며 프레임워크의 최초의 안정판으로 언급되었다.

## 프레임워크 아키텍처
플러터의 주요 구성 요소는 다음과 같다:
- 다트 플랫폼
- 플러터 엔진(Flutter engine)
- 파운데이션 라이브러리(Foundation library)
- 디자인 특화 위젯(Design-specific widgets)

## 디자인투코드(Design-to-code)
디자인투코드(Design-to-Code)란 피그마(프로그램)와 같은 디자인 파일을 코드로 변환하는 것을 의미한다.
피그마의 디자인 협업 환경의 혁신에 이어 UI/UX 개발 프로세스의 혁신이 일어날 것으로 예상된다. 대표적인 서비스형 소프트웨어로는 펑션투웰브가 있다.

## Hello World 예시
```
import
 
'package:flutter/material.dart'
;

void
 
main
()
 
=>
 
runApp
(
HelloWorldApp
());

class
 
HelloWorldApp
 
extends
 
StatelessWidget
 
{

  
@override

  
Widget
 
build
(
BuildContext
 
context
)
 
{

    
//MaterialApp acts as a wrapper to the app and 

    
//provides many features like title, home, theme etc   

    
return
 
MaterialApp
(

      
title:
 
'Hello World App'
,

      
//Scaffold acts as a binder that binds the appBar,

      
//bottom nav bar and other UI components at their places     

      
home:
 
Scaffold
(

        
//AppBar() widget automatically creates a material app bar

        
appBar:
 
AppBar
(

          
title:
 
Text
(
'Hello World App'
),

        
),

        
//Center widget aligns the child in center

        
body:
 
Center
(

          
child:
 
Text
(
'Hello World'
),

        
),

      
),

    
);

  
}

}

```

## 같이 보기
- 아파치 코도바
- 모바일 개발 프레임워크
- 자마린
- 리액트 네이티브